# Світле (Молочанська міська громада)
Сві́тле — село в Україні, у Молочанській міській громаді Пологівського району Запорізької області. Населення становить 282 осіб. До 2020 орган місцевого самоврядування — Балківська сільська рада.

## Географія
Село Світле розташоване на лівому березі річки Бегим-Чокрак, вище за течією на відстані 0,5 км розташоване село Балашівка (Бердянський район), нижче за течією на відстані 0,5 км розташоване село Балкове. Річка в цьому місці пересихає.

## Історія
Засноване в 1821 році під назвою Александрволь. Названо на честь імператора Олександра I. Засновники 22 менонітські сім'ї, вихідці із Західної Пруссії.
- До 1871 року село входило в Молочанський менонітський округ Бердянського повіту.[2]
- В 1945 році перейменоване в село Олександрівка.
- В 1963 році перейменоване в село Світле.
- 12 червня 2020 року, відповідно до Розпорядження Кабінету Міністрів України від № 713-р «Про визначення адміністративних центрів та затвердження територій територіальних громад Запорізької області», увійшло до складу Молочанської міської громади.[3]
- 19 липня 2020 року, в результаті адміністративно-територіальної реформи та ліквідації Токмацького району, селище увійшло до складу Пологівського району.[4]